# Dobriàtino
Dobriàtino (en rus: Добрятино) és un poble de l'óblast de Vladímir, a Rússia, segons el cens del 2010 tenia 28 habitants. Pertany al districte municipal de Mélenki.